# Susan Helms
Susan Jane Helms (Charlotte, 26 de fevereiro de 1958) é uma astronauta americana, veterana de cinco missões no espaço, incluindo uma missão de longa duração na Estação Espacial Internacional.
Integrante da NASA desde 1990 e qualificada como astronauta desde 1991, Helms participou das missões STS-54, STS-64, STS-78, STS-101 do ônibus espacial e da Expedição 2 na ISS, sendo a primeira mulher a ter uma estadia de longa duração na ISS, em 2001, por cerca de cinco meses. Durante esta expedição, ela e o astronauta James Voss participaram de uma caminhada espacial de 8h56min de duração, um recorde de exposição ao vácuo.
Oficial da Força Aérea dos Estados Unidos, ela chegou ao posto de tenente-general, o posto máximo, aposentando-se em 2014.